# 羅角

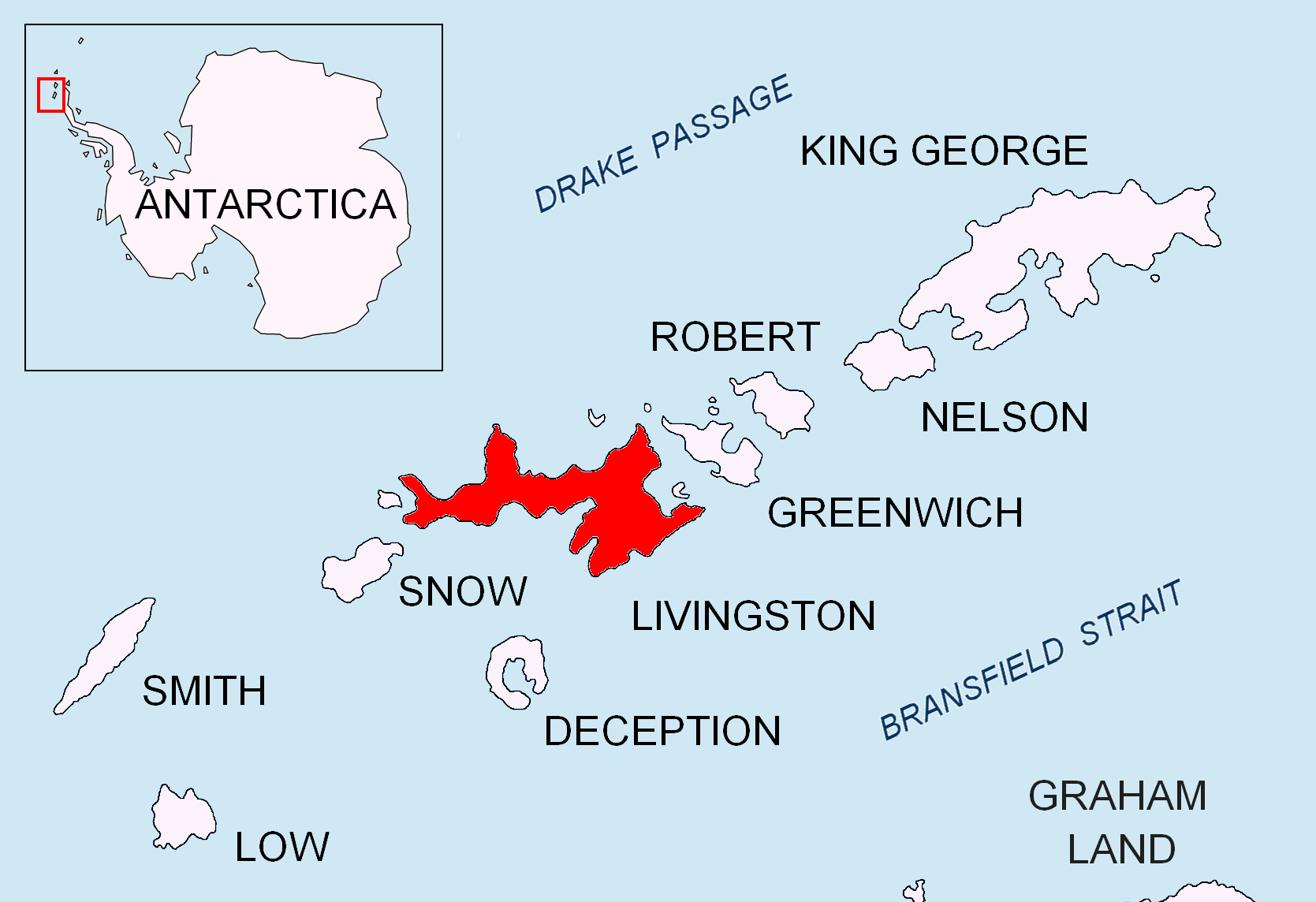

羅角（英語：Rowe Point）是南極洲的海岬，位於南設得蘭群島中利文斯頓島西部的巴克萊灣東南岸，處於內德利亞角東北面4.6公里、比利亞爾角東北面3公里和埃塞克斯角東南面14.64公里。

## 外部連結
- SCAR Composite Antarctic Gazetteer （页面存档备份，存于）.

62°35′30.8″S 60°54′02″W / 62.591889°S 60.90056°W